# Challenger de Savannah 2017

El torneo Savannah Challenger 2017 fue un torneo profesional de tenis. Perteneció al ATP Challenger Series 2017. Se disputó su 9.ª edición sobre superficie tierra batida, en Savannah, Estados Unidos, entre el 1 y el 7 de mayo de 2017.

## Jugadores participantes del cuadro de individuales
| Favorito | País                            | Jugador          | Rank1 | Posición en el torneo |
| -------- | ------------------------------- | ---------------- | ----- | --------------------- |
| 1        | Bandera de Bosnia y Herzegovina | Darian King      | 109   | Primera ronda         |
| 2        | Bandera de Suiza                | Henri Laaksonen  | 111   | Cuartos de final      |
| 3        | Bandera de Canadá               | Peter Polansky   | 127   | Primera ronda         |
| 4        | Bandera de Argentina            | Leonardo Mayer   | 131   | Primera ronda         |
| 5        | Bandera de Estados Unidos       | Tennys Sandgren  | 136   | CAMPEÓN               |
| 6        | Bandera de Estados Unidos       | Stefan Kozlov    | 147   | Cuartos de final      |
| 7        | Bandera de Canadá               | Denis Shapovalov | 178   | Primera ronda         |
| 8        | Bandera de Estados Unidos       | Mitchell Krueger | 180   | Segunda ronda         |

- 1 Se ha tomado en cuenta el ranking del 24 de abril de 2017.

### Otros participantes
Los siguientes jugadores recibieron una invitación (wild card), por lo tanto ingresan directamente al cuadro principal (WC):
- Marcos Giron
- Christian Harrison
- Tommy Paul
- Ryan Shane

Los siguientes jugadores ingresan al cuadro principal tras disputar el cuadro clasificatorio (Q):
- Gonzalo Escobar
- Miķelis Lībietis
- Ante Pavić
- Wil Spencer

## Campeones

### Individual Masculino
- Tennys Sandgren derrotó en la final a  João Pedro Sorgi, 6–4, 6–3

### Dobles Masculino
- Peter Polansky /  Neal Skupski derrotaron en la final a  Luke Bambridge /  Mitchell Krueger, 4–6, 6–3, [10–1]